# Blepharodon
Blepharodon là chi thực vật có hoa trong họ Apocynaceae.